# Ancita fasciculata
Ancita fasciculata är en skalbaggsart som först beskrevs av Blackburn 1893.  Ancita fasciculata ingår i släktet Ancita och familjen långhorningar. Inga underarter finns listade i Catalogue of Life.